# 白額蜂虎
白額蜂虎（学名：Merops bullockoides）是分佈在非洲亞赤道帶的蜂虎。

## 特徵
白額蜂虎色彩鮮艷，身體幼長，面部黑色，前額白色，尾巴方形，喉嚨呈鮮紅色。牠們的上身綠色，下身肉桂色。牠們的叫聲是低沉的嘎聲。

## 分佈
白額蜂虎分佈在非洲亞赤道帶的大草原。其棲息地包括遼闊的鄉郊，尤其是近水溝的地方。

## 行為

### 繁殖
白額蜂虎的群落平均有200隻，會在山崖或堤岸挖穴築巢。牠們的群落可以橫跨幾平方公里的大草原，但會回到同一地方棲息、生活及繁殖。牠們是鳥類中擁有最複雜的社群系統。
白額蜂虎是一對一的社會關係，類群會進行合作生殖，不能生育的成員會幫助其他成員養育雛鳥。牠們會幫助建築超過一半的鳥巢，且會在繁殖的過程中作為幫手，包括挖洞築巢、餵養雌鳥、孵化及餵哺雛鳥等，對雛鳥出生的數量有著很大的影響。
群落中約有50%的非繁殖的成員會成為幫手，是否成為幫手或提供協助很多時要視乎牠們的親屬密切度。非繁殖成員很多時會成為遺傳近親的幫手。當要選擇成為哪個幫手時，牠們都會視乎親密的程度。故此，這種行為有助增加整體適應度。
未交配的雄鳥會跟蹤離開巢穴的雌鳥，將雌鳥壓在地上強姦。故雌鳥有時會生強姦者的蛋而非配偶的。

### 食性
白額蜂虎主要吃蜜蜂，也會吃其他飛行昆蟲，但要視乎季節及獵物的多少。牠們會在低樹枝位定點捕食，或滑翔而下捕食昆蟲。